# Vratislav Vajnar
Vratislav Vajnar (ur. 17 września 1930 w Strašicach, zm. w czerwcu 2023) – czechosłowacki polityk, minister spraw wewnętrznych Czechosłowackiej Republiki Socjalistycznej (1983–1988).

## Życiorys
Pod koniec II wojny światowej pracował w fabryce lotniczej w Pradze, później uczył się w praskim technikum zawodowym, a w 1953 ukończył Wyższą Szkołę Nauk Polityczno-Ekonomicznych w Pradze i został doktorem prawa. Pracował na Uniwersytecie Karola w Pradze jako asystent i aspirant katedry prawa międzynarodowego, w 1956 został powołany do armii, wykładał stosunki międzynarodowe w Akademii Wojskowo-Politycznej. Od 1952 należał do KPCz, po demobilizacji z wojska (1958) został pracownikiem naukowym Instytutu Polityki Międzynarodowej i Ekonomii podległej Ministerstwu Spraw Zagranicznych Czechosłowacji, w 1963 został I sekretarzem Wydziału Organizacji Międzynarodowych MSZ Czechosłowacji, zajmował się zagadnieniami rozbrojenia i bezpieczeństwa europejskiego. Brał udział w dwóch posiedzeniach Zgromadzenia Ogólnego ONZ i kilku międzynarodowych pertraktacjach rozbrojeniowych, w 1966 był I sekretarzem Ambasady Czechosłowacji w Genewie, skąd wkrótce został odwołany, od maja 1968 do czerwca 1972 pracował w Sekretariacie ONZ w Nowym Jorku jako przedstawiciel Czechosłowacji w wydziale rozbrojenia. Jednocześnie od 9 marca 1970 do listopada 1972 współpracował z I Zarządem KNB (wywiad) pod kryptonimem „Mudrec”. Po powrocie z Nowego Jorku pracował w aparacie KC KPCz jako konsultant Wydziału Polityki Międzynarodowej KC i od 1974 pomocnik kierownika wydziału, a 1977–1983 kierownik sekretariatu sekretarza generalnego KC KPCz Gustáva Husáka, od 20 czerwca 1983 do 12 października 1988 był federalnym ministrem spraw wewnętrznych Czechosłowacji, następnie stałym przedstawicielem Czechosłowacji w oddziale ONZ w Genewie. W latach 1981–1989 był deputowanym do parlamentu Czechosłowacji. Został odznaczony Orderem Pracy (1980) i medalami czeskimi, polskimi i kubańskimi oraz odznaką „70 lat Czeki/KGB”.